# Bladulphe de Bobbio
Bladulphe (mort vers 630) est un prêtre et moine, disciple de saint Colomban, au monastère de Bobbio, en Ligurie. C'est un saint chrétien fêté le 2 janvier.

## Biographie
Bladulphe est un moine disciple de Saint Colombano ayant vécu dans le monastère de Bobbio sous la direction de saint Attale. Dans la « Vita Golumbani », il est cité un événement affectant le moine. Il est dit qu'un jour Arioald, roi des Lombards, rencontre Bladulphe dans la rue à Pavie. Le roi se moque du moine : « Voici un des moines de Colomban qui refuse de nous saluer ». Alors Bladulphe répond au roi qu'il le saluerait volontiers s'il professait la vraie foi. Et aussitôt, le moine explique le dogme trinitaire au roi (Arioald était arien). Le roi, qui ne sait que répondre est humilié et furieux. Il donne l'ordre a deux de ses hommes d'aller se poster sur sa route, et de nuit, de l'achever à coups de bâton. Bladulphe, est attaqué, est laissé pour mort par ses assaillants, qui sont convaincus de l'avoir tué. Mais, secourus par la population, il se relève et déclare « qu'il n'avait jamais dormi d'un si doux sommeil ». La population considère cet événement comme un miracle et ce qui attise son admiration pour les moines et renforce sa foi dans « la foi professée par l’Église » (et non par le roi) . Arioald lui-même, confus, envoie demander pardon à Bladulphe,,
Considéré comme saint chrétien, il est fêté le 2 janvier,, mais localement il est fêté le 16 mars en même temps que d'autres moines. En 1482 ses reliques sont transférées dans une nouvelle église.